# Tomitarō Makino
Tomitarō Makino, (japanska: 牧野富太郎?, Makino Tomitarō), född 24 april 1862 i Sakawa, Kochi prefektur, död 18 januari 1957 i Tokyo, var en japansk botaniker som kallats för "den japanska botanikens fader".
Auktorsnamnet Makino kan användas för Tomitarō Makino i samband med ett vetenskapligt namn inom botaniken; se Wikipediaartiklar som länkar till auktorsnamnet.
Han var en av de första japanska botanikerna som klassificerade japanska växter efter Carl von Linnés system, vilket ledde till att 50 000 arter dokumenterades. Trots att han hoppade av skolan, avlade han så småningom doktorsexamen. Hans födelsedag firas som "Botanikens dag" i Japan.

## Utmärkelser
Asteroiden 6606 Makino är uppkallad efter honom.

## Eponymer
- (Adiantaceae) Anogramma makinoi (Maxim.) C.Chr.
- (Apiaceae) Peucedanum makinoi Nakai
- (Aquifoliaceae) Ilex makinoi Hara
- (Asclepiadaceae) Vincetoxicum makinoi Honda
- (Aspleniaceae) Asplenium makinoi (Yabe) Hayata
- (Asteraceae) Senecio makinoi C.Winkl.
- (Clusiaceae) Hypericum makinoi H.Lév.
- (Crassulaceae) Sedum makinoi Maxim.
- (Cyperaceae) Cyperus makinoi Nakai
- {Droseraceae) Drosera makinoi Masam.
- (Dryopteridaceae) Polystichum makinoi (Tag.) Tag.
- (Elaeocarpaceae) Elaeocarpus makinoi Kaneh.
- (Ericaceae) Azalea makinoi Makino
- (Euphorbiaceae) Euphorbia makinoi Hayata
- (Gentianaceae) Dasystephana makinoi (Kusn.) Soják
- (Hymenophyllaceae) Trichomanes makinoi C.Chr.
- (Lamiaceae) Satureja makinoi Kudo
- (Leguminosae) Microlespedeza makinoi Tanaka
- (Liliaceae) Lilium makinoi Koidz.
- (Malvaceae) Hibiscus makinoi Y.Jotani & H.Ohba
- (Orchidaceae) Oberonia makinoi Masam.
  - Platanthera makinoi Yabe
- (Pittosporaceae) Pittosporum makinoi Nakai
- (Poaceae) Sasa makinoi Nakai
- (Polygonaceae) Persicaria makinoi Nakai
- (Ranunculaceae) Isopyrum makinoi Nakai
- (Saxifragaceae) Mitella makinoi Hara
- (Scrophulariaceae) Euphrasia makinoi Takeda
- (Sterculiaceae) Waltheria makinoi Hayata
- (Violaceae) Viola makinoi H.Boissieu
- (Woodsiaceae) Diplazium makinoi Yabe, Matsum. & Hayata